# Siegfried Karrer

Siegfried Karrer (Bronze des Bildhauers Josef Zenzmaier)

Siegfried Karrer (* 4. Juli 1941 in Salzburg; † 6. Jänner 2021 ebenda) war ein österreichischer Galerist und Verleger.

## Leben
Karrer belegte ein Studium an der Höheren Technischen Lehranstalt in Salzburg, an der Hochschule für Welthandel in Wien und an der Akademie für Musik und darstellende Kunst Mozarteum in Salzburg. Im Jahr 1980 wurde er Gründer und Leiter der Galerien Weihergut und der Art Akademie für bildende Kunst und schrieb Publikationen zur Kunst der Gegenwart. Er war Herausgeber und Autor von über 100 Publikationen in der Edition Galerie Weihergut, Mitglied des Österreichischen Autoren- und Komponistenverbandes, Jurymitglied für Ausstellungen der Stadt Salzburg, Juror auf österreichischen Kunstmessen für Kunst der Gegenwart und Gründer der Internetplattform onlineartgalerie.com (2008).

## Publikationen (Auswahl)
- Alfred Kubin 1877–1959 Text Peter Baum, Hrsg. Siegfried Karrer
- Bernhard Vogel – Salzburg Text Siegfried Karrer Hrsg. Siegfried Karrer
- Kurt Weber Text Gottfried Biedermann, Werner Fenz und Gerhard Lojen Joanneum Graz Hrsg. Siegfried Karrer
- Pierre Alechinsky – Gouaches Prints Cermanik Text ´Die Balance zwischen dem Bewussten und Unbewussten´ Siegfried Karrer Hrsg. Siegfried Karrer
- Arik Brauer Mahlers Lieder – Hommage zum 100. Gedenkjahr von Gustav Mahler, Hrsg. Siegfried Karrer
- Tutto Passa, Aphorismen zur Kunst und zur Liebe von Thomas Bernhard, Albert Einstein, Hermann Hesse, Pablo Picasso, Alfred Kubin u. a.
- Bilder von Adi Holzer, Hrsg. Siegfried Karrer
- Elvira Bach – von mir aus, Hrsg. Siegfried Karrer
- Arik Brauer zum 85. Geburtstag – Tierisch-Menschlich, 2013, Hrsg. und Autor Siegfried Karrer

## Ehrungen
- 1965 Verleihung des Titels Ingenieur (Ing.) durch die Republik Österreich
- 2001 Verleihung des Goldenen Verdienstzeichens des Landes Salzburg
- 2004 Verleihung des Berufstitels Professor durch den Bundespräsidenten der Republik Österreich
- 2005 Verleihung des Goldenen Stadtsiegels der Stadt Salzburg
- 2016 Verleihung des Österreichischen Ehrenkreuzes für Wissenschaft und Kunst durch den Bundespräsidenten der Republik Österreich